# Listă de numere prime
Un număr prim este un număr natural, mai mare decât 1, care are exact doi divizori: numărul 1 și numărul în sine. Acești divizori sunt improprii (sau primi). Un număr prim este deci nefactorizabil. După teorema lui Euclid există un număr infinit de numere prime, adică, în termeni mai riguroși, mulțimea numerelor prime este infinită. Sunt definite numeroase subclase de numere prime prin diferite formule. Primele 1000 de numere prime sunt enumerate mai jos, urmate de liste cu tipuri notabile de numere prime în ordine alfabetică, la care sunt adăugați primii lor termeni respectivi. 1 nu este nici prim (cu toate că a fost considerat prim în trecut), nici compus.

## Numere prime
Acesta este un tabel cu 20 de coloane de prime consecutive în fiecare dintre cele 50 de rânduri.
|          | 1    | 2    | 3    | 4    | 5    | 6    | 7    | 8    | 9    | 10   | 11   | 12   | 13   | 14   | 15   | 16   | 17   | 18   | 19   | 20   |
| -------- | ---- | ---- | ---- | ---- | ---- | ---- | ---- | ---- | ---- | ---- | ---- | ---- | ---- | ---- | ---- | ---- | ---- | ---- | ---- | ---- |
| 1–20     | 2    | 3    | 5    | 7    | 11   | 13   | 17   | 19   | 23   | 29   | 31   | 37   | 41   | 43   | 47   | 53   | 59   | 61   | 67   | 71   |
| 21–40    | 73   | 79   | 83   | 89   | 97   | 101  | 103  | 107  | 109  | 113  | 127  | 131  | 137  | 139  | 149  | 151  | 157  | 163  | 167  | 173  |
| 41–60    | 179  | 181  | 191  | 193  | 197  | 199  | 211  | 223  | 227  | 229  | 233  | 239  | 241  | 251  | 257  | 263  | 269  | 271  | 277  | 281  |
| 61–80    | 283  | 293  | 307  | 311  | 313  | 317  | 331  | 337  | 347  | 349  | 353  | 359  | 367  | 373  | 379  | 383  | 389  | 397  | 401  | 409  |
| 81–100   | 419  | 421  | 431  | 433  | 439  | 443  | 449  | 457  | 461  | 463  | 467  | 479  | 487  | 491  | 499  | 503  | 509  | 521  | 523  | 541  |
| 101–120  | 547  | 557  | 563  | 569  | 571  | 577  | 587  | 593  | 599  | 601  | 607  | 613  | 617  | 619  | 631  | 641  | 643  | 647  | 653  | 659  |
| 121–140  | 661  | 673  | 677  | 683  | 691  | 701  | 709  | 719  | 727  | 733  | 739  | 743  | 751  | 757  | 761  | 769  | 773  | 787  | 797  | 809  |
| 141–160  | 811  | 821  | 823  | 827  | 829  | 839  | 853  | 857  | 859  | 863  | 877  | 881  | 883  | 887  | 907  | 911  | 919  | 929  | 937  | 941  |
| 161–180  | 947  | 953  | 967  | 971  | 977  | 983  | 991  | 997  | 1009 | 1013 | 1019 | 1021 | 1031 | 1033 | 1039 | 1049 | 1051 | 1061 | 1063 | 1069 |
| 181–200  | 1087 | 1091 | 1093 | 1097 | 1103 | 1109 | 1117 | 1123 | 1129 | 1151 | 1153 | 1163 | 1171 | 1181 | 1187 | 1193 | 1201 | 1213 | 1217 | 1223 |
| 201–220  | 1229 | 1231 | 1237 | 1249 | 1259 | 1277 | 1279 | 1283 | 1289 | 1291 | 1297 | 1301 | 1303 | 1307 | 1319 | 1321 | 1327 | 1361 | 1367 | 1373 |
| 221–240  | 1381 | 1399 | 1409 | 1423 | 1427 | 1429 | 1433 | 1439 | 1447 | 1451 | 1453 | 1459 | 1471 | 1481 | 1483 | 1487 | 1489 | 1493 | 1499 | 1511 |
| 241–260  | 1523 | 1531 | 1543 | 1549 | 1553 | 1559 | 1567 | 1571 | 1579 | 1583 | 1597 | 1601 | 1607 | 1609 | 1613 | 1619 | 1621 | 1627 | 1637 | 1657 |
| 261–280  | 1663 | 1667 | 1669 | 1693 | 1697 | 1699 | 1709 | 1721 | 1723 | 1733 | 1741 | 1747 | 1753 | 1759 | 1777 | 1783 | 1787 | 1789 | 1801 | 1811 |
| 281–300  | 1823 | 1831 | 1847 | 1861 | 1867 | 1871 | 1873 | 1877 | 1879 | 1889 | 1901 | 1907 | 1913 | 1931 | 1933 | 1949 | 1951 | 1973 | 1979 | 1987 |
| 301–320  | 1993 | 1997 | 1999 | 2003 | 2011 | 2017 | 2027 | 2029 | 2039 | 2053 | 2063 | 2069 | 2081 | 2083 | 2087 | 2089 | 2099 | 2111 | 2113 | 2129 |
| 321–340  | 2131 | 2137 | 2141 | 2143 | 2153 | 2161 | 2179 | 2203 | 2207 | 2213 | 2221 | 2237 | 2239 | 2243 | 2251 | 2267 | 2269 | 2273 | 2281 | 2287 |
| 341–360  | 2293 | 2297 | 2309 | 2311 | 2333 | 2339 | 2341 | 2347 | 2351 | 2357 | 2371 | 2377 | 2381 | 2383 | 2389 | 2393 | 2399 | 2411 | 2417 | 2423 |
| 361–380  | 2437 | 2441 | 2447 | 2459 | 2467 | 2473 | 2477 | 2503 | 2521 | 2531 | 2539 | 2543 | 2549 | 2551 | 2557 | 2579 | 2591 | 2593 | 2609 | 2617 |
| 381–400  | 2621 | 2633 | 2647 | 2657 | 2659 | 2663 | 2671 | 2677 | 2683 | 2687 | 2689 | 2693 | 2699 | 2707 | 2711 | 2713 | 2719 | 2729 | 2731 | 2741 |
| 401–420  | 2749 | 2753 | 2767 | 2777 | 2789 | 2791 | 2797 | 2801 | 2803 | 2819 | 2833 | 2837 | 2843 | 2851 | 2857 | 2861 | 2879 | 2887 | 2897 | 2903 |
| 421–440  | 2909 | 2917 | 2927 | 2939 | 2953 | 2957 | 2963 | 2969 | 2971 | 2999 | 3001 | 3011 | 3019 | 3023 | 3037 | 3041 | 3049 | 3061 | 3067 | 3079 |
| 441–460  | 3083 | 3089 | 3109 | 3119 | 3121 | 3137 | 3163 | 3167 | 3169 | 3181 | 3187 | 3191 | 3203 | 3209 | 3217 | 3221 | 3229 | 3251 | 3253 | 3257 |
| 461–480  | 3259 | 3271 | 3299 | 3301 | 3307 | 3313 | 3319 | 3323 | 3329 | 3331 | 3343 | 3347 | 3359 | 3361 | 3371 | 3373 | 3389 | 3391 | 3407 | 3413 |
| 481–500  | 3433 | 3449 | 3457 | 3461 | 3463 | 3467 | 3469 | 3491 | 3499 | 3511 | 3517 | 3527 | 3529 | 3533 | 3539 | 3541 | 3547 | 3557 | 3559 | 3571 |
| 501–520  | 3581 | 3583 | 3593 | 3607 | 3613 | 3617 | 3623 | 3631 | 3637 | 3643 | 3659 | 3671 | 3673 | 3677 | 3691 | 3697 | 3701 | 3709 | 3719 | 3727 |
| 521–540  | 3733 | 3739 | 3761 | 3767 | 3769 | 3779 | 3793 | 3797 | 3803 | 3821 | 3823 | 3833 | 3847 | 3851 | 3853 | 3863 | 3877 | 3881 | 3889 | 3907 |
| 541–560  | 3911 | 3917 | 3919 | 3923 | 3929 | 3931 | 3943 | 3947 | 3967 | 3989 | 4001 | 4003 | 4007 | 4013 | 4019 | 4021 | 4027 | 4049 | 4051 | 4057 |
| 561–580  | 4073 | 4079 | 4091 | 4093 | 4099 | 4111 | 4127 | 4129 | 4133 | 4139 | 4153 | 4157 | 4159 | 4177 | 4201 | 4211 | 4217 | 4219 | 4229 | 4231 |
| 581–600  | 4241 | 4243 | 4253 | 4259 | 4261 | 4271 | 4273 | 4283 | 4289 | 4297 | 4327 | 4337 | 4339 | 4349 | 4357 | 4363 | 4373 | 4391 | 4397 | 4409 |
| 601–620  | 4421 | 4423 | 4441 | 4447 | 4451 | 4457 | 4463 | 4481 | 4483 | 4493 | 4507 | 4513 | 4517 | 4519 | 4523 | 4547 | 4549 | 4561 | 4567 | 4583 |
| 621–640  | 4591 | 4597 | 4603 | 4621 | 4637 | 4639 | 4643 | 4649 | 4651 | 4657 | 4663 | 4673 | 4679 | 4691 | 4703 | 4721 | 4723 | 4729 | 4733 | 4751 |
| 641–660  | 4759 | 4783 | 4787 | 4789 | 4793 | 4799 | 4801 | 4813 | 4817 | 4831 | 4861 | 4871 | 4877 | 4889 | 4903 | 4909 | 4919 | 4931 | 4933 | 4937 |
| 661–680  | 4943 | 4951 | 4957 | 4967 | 4969 | 4973 | 4987 | 4993 | 4999 | 5003 | 5009 | 5011 | 5021 | 5023 | 5039 | 5051 | 5059 | 5077 | 5081 | 5087 |
| 681–700  | 5099 | 5101 | 5107 | 5113 | 5119 | 5147 | 5153 | 5167 | 5171 | 5179 | 5189 | 5197 | 5209 | 5227 | 5231 | 5233 | 5237 | 5261 | 5273 | 5279 |
| 701–720  | 5281 | 5297 | 5303 | 5309 | 5323 | 5333 | 5347 | 5351 | 5381 | 5387 | 5393 | 5399 | 5407 | 5413 | 5417 | 5419 | 5431 | 5437 | 5441 | 5443 |
| 721–740  | 5449 | 5471 | 5477 | 5479 | 5483 | 5501 | 5503 | 5507 | 5519 | 5521 | 5527 | 5531 | 5557 | 5563 | 5569 | 5573 | 5581 | 5591 | 5623 | 5639 |
| 741–760  | 5641 | 5647 | 5651 | 5653 | 5657 | 5659 | 5669 | 5683 | 5689 | 5693 | 5701 | 5711 | 5717 | 5737 | 5741 | 5743 | 5749 | 5779 | 5783 | 5791 |
| 761–780  | 5801 | 5807 | 5813 | 5821 | 5827 | 5839 | 5843 | 5849 | 5851 | 5857 | 5861 | 5867 | 5869 | 5879 | 5881 | 5897 | 5903 | 5923 | 5927 | 5939 |
| 781–800  | 5953 | 5981 | 5987 | 6007 | 6011 | 6029 | 6037 | 6043 | 6047 | 6053 | 6067 | 6073 | 6079 | 6089 | 6091 | 6101 | 6113 | 6121 | 6131 | 6133 |
| 801–820  | 6143 | 6151 | 6163 | 6173 | 6197 | 6199 | 6203 | 6211 | 6217 | 6221 | 6229 | 6247 | 6257 | 6263 | 6269 | 6271 | 6277 | 6287 | 6299 | 6301 |
| 821–840  | 6311 | 6317 | 6323 | 6329 | 6337 | 6343 | 6353 | 6359 | 6361 | 6367 | 6373 | 6379 | 6389 | 6397 | 6421 | 6427 | 6449 | 6451 | 6469 | 6473 |
| 841–860  | 6481 | 6491 | 6521 | 6529 | 6547 | 6551 | 6553 | 6563 | 6569 | 6571 | 6577 | 6581 | 6599 | 6607 | 6619 | 6637 | 6653 | 6659 | 6661 | 6673 |
| 861–880  | 6679 | 6689 | 6691 | 6701 | 6703 | 6709 | 6719 | 6733 | 6737 | 6761 | 6763 | 6779 | 6781 | 6791 | 6793 | 6803 | 6823 | 6827 | 6829 | 6833 |
| 881–900  | 6841 | 6857 | 6863 | 6869 | 6871 | 6883 | 6899 | 6907 | 6911 | 6917 | 6947 | 6949 | 6959 | 6961 | 6967 | 6971 | 6977 | 6983 | 6991 | 6997 |
| 901–920  | 7001 | 7013 | 7019 | 7027 | 7039 | 7043 | 7057 | 7069 | 7079 | 7103 | 7109 | 7121 | 7127 | 7129 | 7151 | 7159 | 7177 | 7187 | 7193 | 7207 |
| 921–940  | 7211 | 7213 | 7219 | 7229 | 7237 | 7243 | 7247 | 7253 | 7283 | 7297 | 7307 | 7309 | 7321 | 7331 | 7333 | 7349 | 7351 | 7369 | 7393 | 7411 |
| 941–960  | 7417 | 7433 | 7451 | 7457 | 7459 | 7477 | 7481 | 7487 | 7489 | 7499 | 7507 | 7517 | 7523 | 7529 | 7537 | 7541 | 7547 | 7549 | 7559 | 7561 |
| 961–980  | 7573 | 7577 | 7583 | 7589 | 7591 | 7603 | 7607 | 7621 | 7639 | 7643 | 7649 | 7669 | 7673 | 7681 | 7687 | 7691 | 7699 | 7703 | 7717 | 7723 |
| 981–1000 | 7727 | 7741 | 7753 | 7757 | 7759 | 7789 | 7793 | 7817 | 7823 | 7829 | 7841 | 7853 | 7867 | 7873 | 7877 | 7879 | 7883 | 7901 | 7907 | 7919 |

## Distribuția numerelor prime până la 10.000.000
- 4 numere prime sunt mai mici decât 10,
- 25 de numere prime sunt mai mici decât 100,
- 168 de numere prime sunt mai mici decât 1000,
- 1.229 de numere prime sunt mai mici decât 10.000,
- 9.592 de numere prime sunt mai mici decât 100.000,
- 17.984 de numere prime sunt mai mici decât 200.000,
- 25.997 de numere prime sunt mai mici decât 300.000,
- 33.860 de numere prime sunt mai mici decât 400.000,
- 41.538 de numere prime sunt mai mici decât 500.000,
- 49.098 de numere prime sunt mai mici decât 600.000,
- 56.543 de numere prime sunt mai mici decât 700.000,
- 63.951 de numere prime sunt mai mici decât 800.000,
- 71.274 de numere prime sunt mai mici decât 900.000,
- 78.498 de numere prime sunt mai mici decât 1.000.000,
- 664.579 de numere prime sunt mai mici decât 10.000.000.

## Clase de numere prime
Aceasta este o listă de (sub-)clase de numere prime.

### Numărprim absolut
Vezi număr prim permutabil.

### Numărprim aditiv
Numerele prime cu proprietatea că suma cifrelor lor este de asemenea un număr prim.
Primele 23 de numere prime aditive: 
2, 3, 5, 7, 11, 23, 29, 41, 43, 47, 61, 67, 83, 89, 101, 113, 131, 137, 139, 151, 157, 173, 179.

### Număr prim aproximativ fibonorial
Un număr fibonorial sau număr Fibonacci factorial este numărul n!F care reprezintă produsul primelor n numere Fibonacci diferite de 0.
Un număr prim aproximativ fibonorial este un număr prim de forma n!F - 1.
Primele numere prime aproximativ fibonoriale sunt:
4, 5, 6, 7, 8, 14, 15 

### Numărprim asigurat
Un număr p este prim asigurat  dacă (p−1) / 2 este tot număr prim. Acesta este reversul definiției primelor Sophie Germain.
5, 7, 11, 23, 47, 59, 83, 107, 167, 179, 227, 263, 347, 359, 383, 467, 479, 503, 563, 587, 719, 839, 863, 887, 983, 1019, 1187, 1283, 1307, 1319, 1367, 1439, 1487, 1523, 1619, 1823, 1907... 

### Număr prim Bell
Numerele prime care reprezintă numărul de partiții ale unui șir cu n membri.
Primele numere prime Bell sunt: 2, 5, 877, 27644437, 35742549198872617291353508656626642567, 359334085968622831041960188598043661065388726959079837. Următorul număr are 6.539 cifre. 

### Numărprim bun
Numărul prim pn pentru care pn2 > pn−i pn+i pentru toți 1 ≤ i ≤ n−1, unde pn este al n-lea număr prim. Adică un număr prim bun pn este numărul prim al cărui pătrat este mai mare decât produsul oricăror două prime aflate la distanță egală de pn în seria numerelor prime.
5, 11, 17, 29, 37, 41, 53, 59, 67, 71, 97, 101, 127, 149, 179, 191, 223, 227, 251, 257, 269, 307 

### Număr prim Carol
Este un număr prim de forma (2n−1)2 − 2.
Primele numere prime Carol sunt:
7, 47, 223, 3967, 16127, 1046527, 16769023, 1073676287, 68718952447, 274876858367, 4398042316799, 1125899839733759, 18014398241046527, 1298074214633706835075030044377087

### Numărprim Chen
Un prim Chen este un număr prim p pentru care p+2 este tot un număr prim sau un produs a două numere prime (adică semiprim).
Primele numere prime Chen sunt:
2, 3, 5, 7, 11, 13, 17, 19, 23, 29, 31, 37, 41, 47, 53, 59, 67, 71, 83, 89, 101, 107, 109, 113, 127, 131, 137, 139, 149, 157, 167, 179, 181, 191, 197, 199, 211, 227, 233, 239, 241, 251, 257, 263, 269, 281, 293, 307, 311, 317, 337, 347, 353, 359, 379, 389, 401, 409.

### Numărprim circular
Un prim circular este numărul prim cu proprietatea că generează doar numere prime prin operația iterativă de deplasare circulară a cifrelor sale (în baza 10).
Primele numere prime circulare cunoscute: 2, 3, 5, 7, 11, 13, 17, 37, 79, 113, 197, 199, 337, 1193, 3779, 11939, 19937, 193939, 199933.

### Numărprim constelație
Constelațiile de prime de ordin k (în engleză Prime k-tuple) sunt mulțimile de k numere prime, p1, p2, ...,pk, având următoarea proprietate: pk – p1 = n(k), unde n(k) este cel mai mic număr n pentru care există k numere întregi m(1), m(2),...,m(k), astfel încât m(k) – m(1) = n și în plus, pentru orice număr prim q, m(1), m(2),...,m(k) nu reprezintă toate resturile modulo q.
Diametrul d al unei constelații de prime de ordin k este diferența dintre elementele sale cele mai mari și cele mai mici.
Primele câteva prime constelație sunt:
| k | d  | Constelație | cea mai mică |
| - | -- | --- | --- |
| 2 | 2  | (0, 2) | (3, 5) |
| 3 | 6  | (0, 2, 6) (0, 4, 6) | (5, 7, 11) (7, 11, 13) |
| 4 | 8  | (0, 2, 6, 8) | (5, 7, 11, 13) |
| 5 | 12 | (0, 2, 6, 8, 12) (0, 4, 6, 10, 12) | (5, 7, 11, 13, 17) (7, 11, 13, 17, 19) |
| 6 | 16 | (0, 4, 6, 10, 12, 16) | (7, 11, 13, 17, 19, 23) |
| 7 | 20 | (0, 2, 6, 8, 12, 18, 20) (0, 2, 8, 12, 14, 18, 20)                                                                                      | (11, 13, 17, 19, 23, 29, 31) (5639, 5641, 5647, 5651, 5653, 5657, 5659) |
| 8 | 26 | (0, 2, 6, 8, 12, 18, 20, 26) (0, 2, 6, 12, 14, 20, 24, 26) (0, 6, 8, 14, 18, 20, 24, 26)                                                | (11, 13, 17, 19, 23, 29, 31, 37) (17, 19, 23, 29, 31, 37, 41, 43) (88793, 88799, 88801, 88807, 88811, 88813, 88817, 88819)                                                     |
| 9 | 30 | (0, 2, 6, 8, 12, 18, 20, 26, 30) (0, 4, 6, 10, 16, 18, 24, 28, 30) (0, 2, 6, 12, 14, 20, 24, 26, 30) (0, 4, 10, 12, 18, 22, 24, 28, 30) | (11, 13, 17, 19, 23, 29, 31, 37, 41) (13, 17, 19, 23, 29, 31, 37, 41, 43) (17, 19, 23, 29, 31, 37, 41, 43, 47) (88789, 88793, 88799, 88801, 88807, 88811, 88813, 88817, 88819) |

Diametrul d în funcție de k este:
0, 2, 6, 8, 12, 16, 20, 26, 30, 32, 36, 42, 48, 50, 56, 60, 66, 70, 76, 80, 84, 90, 94, 100, 110, 114, 120, 126, 130, 136, 140, 146, 152, 156, 158, 162, 168, 176, 182, 186, 188, 196, 200, 210, 212, 216, 226, 236, 240, 246, 252, 254, 264, 270, 272, 278 

### Numărprim echilibrat
Un prim echilibrat este numărul a cărui valoare este egală cu media aritmetică dintre numărul prim imediat mai mic și numărul prim imediat mai mare. De forma p − n, p, p + n.
Primele numere prime echilibrate sunt:
5, 53, 157, 173, 211, 257, 263, 373, 563, 593, 607, 653, 733, 947, 977, 1103, 1123, 1187, 1223, 1367, 1511, 1747, 1753, 1907, 2287, 2417, 2677, 2903, 2963, 3307, 3313, 3637, 3733,   4013, 4409, 4457, 4597, 4657, 4691, 4993, 5107, 5113, 5303, 5387, 5393...

### Numărprim Eisenstein
Este un număr întreg Eisenstein
{\displaystyle z=a+b\,\omega ,\quad {\text{unde}}\quad \omega =e^{\frac {2\pi i}{3}},}
Un prim Eisenstein este de forma 3n-1.
Primele numere prime Eisenstein sunt:
2, 5, 11, 17, 23, 29, 41, 47, 53, 59, 71, 83, 89, 101, 107, 113, 131, 137, 149, 167, 173, 179, 191, 197, 227, 233, 239, 251, 257, 263, 269, 281, 293, 311, 317, 347, 353, 359, 383, 389, 401, 419, 431, 443, 449, 461, 467, 479, 491, 503, 509, 521, 557, 563, 569, 587

### Numărprim elitist
Un număr prim p este prim elitist dacă există doar un număr finit de numere Fermat Fn ce sunt resturi pătratice mod p, cu alte cuvinte nu există soluții la congruența x2 ≡ Fn (mod p) pentru niciun n mai mare decât un anumit număr întreg m.
Primele 16 prime elitiste sunt:
3, 5, 7, 41, 15361, 23041, 26881, 61441, 87041, 163841, 544001, 604801, 6684673, 14172161, 159318017, 446960641.
Un număr prim p este prim anti-elitist dacă există doar un număr finit de numere Fermat Fn ce nu sunt resturi pătratice mod p.
Primele 16 prime anti-elitiste: 
2, 13, 17, 97, 193, 241, 257, 641, 673, 769, 2689, 5953, 8929, 12289, 40961, 49921. 

### Numărprim Euler
Numere prime de forma k2 − k + 41 pentru k număr întreg pozitiv. Vezi și număr norocos Euler.
Primele astfel de numere sunt:
41, 43, 47, 53, 61, 71, 83, 97, 113, 131, 151, 173, 197, 223, 251, 281, 313, 347, 383, 421, 461, 503, 547, 593, 641, 691, 743, 797

### Numărprim factorial
Un prim factorial este un număr prim care este mai mare sau mai mic cu 1 decât un factorial.
Primele numere prime factoriale (pentru n = 1, 2, 3, 4, 6, 7, 11, 12, 14) sunt:
2, 3, 5, 7, 23, 719, 5039, 39916801, 479001599, 87178291199

### Numărprim Fibonacci-Wieferich
Un număr prim p este prim Fibonacci-Wieferich dacă L(p) = 1(mod p2), unde L(p) este cel de-al p-lea număr Lucas. Sau: un număr prim p mai mare decât 5 este prim Fibonacci-Wieferich dacă p2 divide numărul Fibonacci F(n), unde n = p – m, iar m este 1 dacă p ≡ ± 1(mod 5) sau' 'm este -1 dacă p ≡ ± 2(mod 5).

### Numere prime gemene
Un număr prim geamăn este un număr prim care este cu 2 mai mic sau cu 2 mai mare decât un alt număr prim - de exemplu, este un membru al perechii de numere prime gemene (x, x+2) (în care x și x+2 sunt numere prime).
Primele numere prime gemene:
(3, 5), (5, 7), (11, 13), (17, 19), (29, 31), (41, 43), (59, 61), (71, 73), (101, 103), (107, 109), (137, 139), (149, 151), (179, 179), (191, 193), (197, 199), (227, 229), (239, 241), (269, 271), (281, 283), (311, 313), (347, 349), (419, 421), (431, 433), (461, 463), (521, 523), (569, 571), (599, 601), (617, 619), (641, 643), (659, 661), (809, 811), (821, 823), (827, 829), (857, 859), (881, 883)

### Numărprim interior
Este numărul prim obținut HP(n) dintr-un număr întreg n ≥ 2 prin următorul algoritm: pornind de la n, se concatenează factorii primi ai acestuia și se repetă operația până la primul număr prim obținut.
Primele astfel de numere sunt:
2, 3, 211, 5, 23, 7, 3331113965338635107, 311, 773, 11, 223, 13, 13367, 1129, 31636373, 17, 233, 19, 3318308475676071413, 37, 211, 23, 331319, 773, 3251, 13367, 227, 29, 547, 31, 241271, 311, 31397, 1129, 71129, 37, 373, 313, 3314192745739, 41, 379, 43, 22815088913, 3411949, 223, 47, 6161791591356884791277

### Numărprim izolat
Un număr prim izolat este numărul prim p cu proprietatea că ambele numere de forma p – 2 și p + 2 nu sunt prime.
Primele numere prime izolate sunt: 2, 23, 37, 47, 53, 67, 79, 83, 89, 97, 113, 127, 131, 157, 163, 167, 173, 211, 223, 233, 251, 257

### Numărprim Labos
Un număr Labos, Ln, pentru un n pozitiv este cel mai mic întreg pozitiv cu proprietatea că {\displaystyle \pi (L_{n})-\pi (L_{n}/2)=n.}
Primele numere Labos sunt:
2, 3, 13, 19, 31, 43, 53, 61, 71, 73, 101, 103, 109, 113, 139, 157, 173, 181, 191, 193, 199, 239, 241, 251, 269, 271, 283, 293, 313, 349, 353, 373, 379, 409, 419, 421, 433, 439, 443, 463, 491, 499, 509, 523, 577, 593, 599, 601, 607, 613, 619, 647, 653, 659, …

### Numărprim lung
La un număr prim lung p perioada fracției zecimale a numărului rațional 1/p are un număr de p – 1 cifre. Primele numere lungi sunt: 
7, 17, 19, 23, 29, 47, 59, 61, 97, 109, 113, 131, 149, 167, 179, 181, 193, 223, 229, 233, 257, 263, 269, 313, 337, 367, 379, 383, 389, 419, 433, 461, 487, 491, 499, 503, 509, 541, 571, 577, 593, 619, 647, 659, 701, 709, 727, 743, 811, 821, 823, 857, 863, 887, 937, 941, 953, 971, 977, 983, …

### Numărprim Mersenne
Un număr prim Mersenne este un număr prim care este mai mic cu 1 decât o putere a lui 2. Adică este un număr prim de forma Mn = 2n − 1 în care n este un număr întreg. O altă definiție are aceeași formulă, dar n este un număr prim.
Dacă exponenții n sunt numere naturale, atunci pentru primele 19 numere naturale, numerele prime Mersenne sunt 0, 1, 3, 7, 15, 31, 63, 127, 255, 511, 1023, 2047, 4095, 8191, 16383, 32767, 65535,131071, 262143.
Dacă exponenții n sunt numere prime (2, 3, 5, 7, 13, 17, 19, 31, ...) rezultă numerele prime Mersenne: 3, 7, 31, 127, 8191, 131071, 524287, 2147483647, ...

### Număr prim Pell
Numerele Pell sunt o succesiune infinită de numere întregi, cunoscute din cele mai vechi timpuri, care sunt egale cu numitorii care aproximează din ce în ce mai fidel rădăcina pătrată a lui 2. Dacă sunt și numere prime, se numesc prime Pell.
Primele numere prime Pell sunt:
2, 3, 5, 11, 13, 29, 41, 53, 59, 89, 97, 101, 167, 181, 191, 523, 929, 1217, 1301, 1361, 2087... 

### Numărprim permutabil
Un număr prim permutabil cunoscut și sub numele de prim anagramatic este un număr prim care, într-o bază dată, poate avea pozițiile cifrelor comutate prin orice permutare și rămâne tot un număr prim.
În baza 10, toate numerele prime permutabile cunoscute cu mai puțin de 49.081 de cifre sunt următoarele
2, 3, 5, 7, 11, 13, 17, 31, 37, 71, 73, 79, 97, 113, 131, 199, 311, 337, 373, 733, 919, 991, R19 (1111111111111111111), R23, R317, R1031, ... 

### Numărprim Pierpont
Un număr prim Pierpont este un număr prim de forma {\displaystyle 2^{u}\cdot 3^{v}+1.} Primele numere prime Pierpont sunt:
2, 3, 5, 7, 13, 17, 19, 37, 73, 97, 109, 163, 193, 257, 433, 487, 577, 769, 1153, ...

### Numărprim Pillai
Numerele prime Pillai sunt numerele p pentru care există un întreg n, n > 0, astfel încât n! ≡ –1 (mod p), dar fără ca p ≡ 1 (mod n). Primele numere prime Pillai sunt:
23, 29, 59, 61, 67, 71, 79, 83, 109, 137, 139, 149, 193, 227, 233, 239, 251, 257, 269, 271, 277, …

### Numărprim pitagoreic
Numere prime de forma 4n + 1. Primii pitagoreici sunt reprezentabili ca suma a două pătrate.
Primele numere prime pitagoreice sunt:
5, 13, 17, 29, 37, 41, 53, 61, 73, 89, 97, 101, 109, 113, 137, 149, 157, 173, 181, 193, 197, 229, 233, 241, 257, 269, 277, 281, 293, 313, 317, 337, 349, 353, 373, 389, 397, 401, 409, 421, 433, 449, 457, 461, 509, 521, 541, 557, 569, 577, 593, 601, 613, 617...

### Numărprim plat
Un prim plat este un număr prim p pentru care p+1 este egal cu o putere a lui 2 sau cu o putere a lui 2 înmulțită cu un număr liber de pătrate. Primele numere prime plate sunt:
3, 5, 7, 11, 13, 19, 23, 29, 31, 37, 41, 43, 47, 59, 61, 67, 73, 79, 83, 101, 103, 109, 113, 127, 131, 137, 139, 151, 157, 163, 167, 173, 181, 191, 193, 211, 223, 227, 229, 239, 257, 263, 271, 277, 281, 283, 307, 311, 313, 317, 331, 347, 353, 367, 373, 379, …

### Număr prim quasi-fibonorial
Vezi și: număr prim aproximativ fibonorial.
Un număr prim quasi-fibonorial este un număr prim de forma n!F + 1.
Primele numere n care generează numere prime quasi-fibonoriale sunt:
1, 2, 3, 4, 5, 6, 7, 8, 22, 28

### Numărprim reversibil
Un număr prim reversibil sau mirp (cuvântul prim scris invers) este un număr prim al cărui revers (adică cifrele în baza 10 scrise invers) este tot un număr prim, dar diferit. Această definiție exclude numerele prime palindromice înrudite.
Primele numere mirp sunt:
13, 17, 31, 37, 71, 73, 79, 97, 107, 113, 149, 157, 167, 179, 199, 311, 337, 347, 359, 389, 701, 709, 733, 739, 743, 751, 761, 769, 907, 937, 941, 953, 967, 971, 983, 991, ..

### Numărprim slab
Un număr prim slab este un număr prim mai mic decât media aritmetică dintre numărul prim imediat mai mic și numărul prim imediat mai mare: {\displaystyle P_{n}<(P_{n-1}+P_{n+1})/2.} Primele numere prime slabe sunt:
3, 7, 13, 19, 23, 31, 43, 47, 61, 73, 83, 89, 103, 109, 113, 131, 139, 151, 167, 181, 193, 199, 229, 233, 241, 271, 283, 293, 313, 317, 337, 349, 353, 359, 383, 389, 401, 409, 421, 433, 443, 449, 463, 467, 491, 503, 509, 523, 547, 571, 577, 601, 619, 643, 647, …

### Numărprim Solinas
Un număr prim Solinas este un număr prim de forma {\displaystyle 2^{a}\pm 2^{b}\pm 1}, unde {\displaystyle 0<b<a}. Primele numere Solinas sunt:
11, 13, 17, 19, 23, 29, 31, 37, 41, 47, 59, 61, 67, 71, 73, 79, 97, 113, 127, 131, 137, 191, 193, 223, 239, 241, 251, 257, 263, 271, 383, 449, 479, 503, …

### Numărprim Stern
Un prim Stern este numărul prim ce nu se poate scrie ca suma dintre un număr prim (mai mic) și dublul pătratului unui întreg pozitiv. Adică sunt numerele prime care nu au forma p + 2b2 pentru un număr prim p și b > 0. Cele 8 prime Stern cunoscute sunt:
2, 3, 17, 137, 227, 977, 1187, 1493.

### Numărprim subțire
Un număr prim subțire este un număr prim p impar, pentru care p + 1 este egal cu o putere a lui 2 înmulțită cu un număr prim. Primele numere prime subțiri sunt:
3, 5, 7, 11, 13, 19, 23, 31, 37, 43, 47, 61, 67, 73, 79, 103, 127, 151, 157, 163, 191, 193, 211, 223, 271, 277, 283, 313, 331, 367, 383, 397, 421, 457, 463, 487, 523, 541, 547, 607, 613, 631, 661, 673, 691, 733, 751, 757, 787, 823, 877, 907, 991, 997, 1051, …

### Numărprim tare
Sunt numerele prime a căror valoare este mai mare decât media aritmetică dintre numărul prim imediat mai mic și numărul prim imediat mai mare: {\displaystyle P_{n}>(P_{n-1}+P_{n+1})/2.} Primele numere prime tari sunt:
11, 17, 29, 37, 41, 59, 67, 71, 79, 97, 101, 107, 127, 137, 149, 163, 179, 191, 197, 223, 227, 239, 251, 269, 277, 281, 307, 311, 331, 347, 367, 379, 397, 419, 431, 439, 457, 461, 479, 487, 499, ...

### Numărprim trunchiabil
Un număr prim trunchiabil leste un număr prim ce nu conține cifra 0 și din care se obțin prin îndepărtarea succesivă a câte unei cifre de la capetele sale numai numere prime. Cifrele îndepărtate pot fi de la stânga, de la dreapta, de la stânga sau de la dreapta, sau simultan de la stânga și de la dreapta. Numerele prime trunchiabile pot fi definite numai în sistemul de numerație pozițional și numai pentru o anumită bază de numerație.

### Numărprim Wagstaff
Un număr prim Wagstaff este un număr prim de formă (2p + 1)/3, unde p este și el prim. Primele numere prime Wagstaff sunt:
3, 11, 43, 683, 2731, 43691, 174763, …

### Pseudoprim Fibonacci
Un pseudoprim Fibonacci este un număr compus impar n  care satisface una dintre următoarele două relații: 
- n divide F(n – 1) dacă n ≡ ±1(mod 5) respectiv
- n divide F(n + 1) dacă n ≡ ±2(mod 5),

unde F(m) este cel de-al m-lea număr Fibonacci.
Primele 16 pseudoprime Fibonacci sunt:
323, 377, 1891, 3827, 4181, 5777, 6601, 6721, 8149, 10877, 11663, 13201, 13981, 15251, 17119, 17711.